# Nardophyllum patagonicum
Nardophyllum patagonicum es una especie de planta herbácea, perteneciente a la familia Asteraceae. Es originaria de Argentina donde se encuentra a una altitud de 500 a 700 metros en Chubut.

## Taxonomía
La especie fue descrita inicialmente como Paleaepappus patagonicus por Ángel Lulio Cabrera y publicada en Boletín de la Sociedad Argentina de Botánica 11(4): 273–275, f. 2, en 1969, actualmente es tanto un sinónimo como el basónimo de esta; y ulteriormente, sería transferida al género Nardophyllum por Guy L. Nesom en Phytologia 75(5): 362, en 1994.